# Titanoeca mae
Titanoeca mae är en spindelart som beskrevs av Song, Zhang och Zhu 2002. Titanoeca mae ingår i släktet Titanoeca och familjen stenspindlar. Inga underarter finns listade i Catalogue of Life.